# Eberhard Bildstein
Eberhard Bildstein (före 1720 von Bildsten), född 22 juli 1673 i Riga, död 13 februari 1756 (begraven i Höreda kyrka), var en svensk friherre och militär.
Eberhard Bildstein var son till major Conrad Bildsten, adlad von Bildsten, och bror till Carl Gustaf von Bildsten. Han skrev sig till Hunnerstad i Höreda socken. Bildstein blev konstapel vid artilleriet 1688, sergeant där 1691 och 1697 löjtnant vid Österbottens regemente. Han blev 1700 löjtnant vid Björneborgs infanteriregemente, löjtnant vid Erik Sparres regemente i fransk tjänst 1702 och återkom till Sverige 1709. Bildstein blev generaladjutant vid armén i Skåne 1710, överstelöjtnant vid Upplands regemente 1711, överstelöjtnant vid Jönköpings regemente samma år, överstelöjtnant vid Wismarska infanteriregementet 1715 och vid Smålands femmänningsregemente 1716. Han var överste och chef för Kronobergs regemente 1718–1721 och åter 1727–1746. Bildstein befordrades till generalmajor 1742 och erhöll generallöjtnants avsked 1746. Tillsammans med brodern Christoffer Conrad Bildstein upphöjdes han 1720 till friherrligt och adopterades på sin kusins, Carl Bildsteins, namn och nummer. Bildstein blev riddare av Svärdsorden 1748.